# Za Jeziorem (Ściejowice)
Za Jeziorem – część wsi Ściejowice w Polsce, położona w województwie małopolskim, w powiecie krakowskim, w gminie Liszki.
W latach 1975–1998 Za Jeziorem administracyjnie należało do województwa krakowskiego.